# لي بيرميغو
لي بيرميغو (بالإنجليزية: Lee Bermejo)‏ هو فنان قصص مصورة أمريكي.

## وصلات خارجية
- الموقع الرسمي
- لي بيرميغو على موقع IMDb (الإنجليزية)